# Грау, Шерли Энн
Шерли Энн Грау (8 июля 1929 г. – 3 августа 2020) — американская писательница, лауреат Пулитцеровской премии за художественное произведение за роман «Стерегущие дом» (англ. The Keepers of the House), действие которого происходит в вымышленном городке в Алабаме.

## Ранняя
Родившись в Новом Орлеане , она прожила часть своего детства в Монтгомери, штат Алабама. Ее отец был стоматологом, мать была домохозяйкой. В 1950 году она получила степень бакалавра искусств в колледже Ньюкомб, женском координационном колледже Тулейнского университета.

## Карьера
Первый сборник рассказов Грау «Черный принц» (англ. The Black Prince) был номинирован на Национальную книжную премию США за художественную книгу в 1956 году. Девять лет спустя ее роман «Стерегущие дом» был удостоен Пулитцеровской премии 1965 года за художественную литературу . В нем речь идет о межрасовом браке, который был незаконным, и о последствиях того, что дети смешанной расы впоследствии выдавались за белых. Действие ее романов происходит в основном на Глубоком Юге и затрагивает вопросы расы и пола.

## Темы
В своих произведениях Грау исследует вопросы смерти, разрушений, абортов и смешанных браков, часто описывая исторические события в Алабаме или Луизиане. Хотя она не ограничивала свои произведения только Глубоким Югом или историями о женщинах, она признана важным писателем в области женских исследований, феминистской литературы и литературы Юга.

## Личная жизнь
В 1955 году Грау вышла замуж за Джеймса Фейблмана, писателя и профессора философии в Тулейнском университете. Пару познакомил друг Грау, ученик Фейблмана. Она официально сменила свою фамилию на его, но при издании книг сохранила девичью фамилию. У них было четверо детей — два сына (Йен и Уильям) и две дочери (Нора и Кэтрин). Семья поселилась в Метэри, на окраине Нового Орлеана. Грау умерла 3 августа 2020 года в доме престарелых в Кеннере, штат Луизиана. Ей был 91 год, и она страдала от осложнений после инсульта.